# Santo Domingo de las Posadas
Santo Domingo de las Posadas – hiszpańska gmina w Kastylii-León, w prowincji Ávila, w środkowej części kraju.
Gmina umieszczona jest na trasie hiszpańskiej drogi krajowej nr 403 łączącej Toledo z Valladolid. Liczba ludności w Santo Domingo de las Posadas według danych INE z 2005 roku wynosi około 100 (w 2001 roku 87). Powierzchnia Santo Domingo de las Posadas wynosi 13 km². Najwyższy punkt w gminie znajduje się na 972 metrze nad poziomem morza. Współrzędne geograficzne Santo Domingo de las Posadas to 40°48'N, 4°37'59"E. Numer kierunkowy do gminy to +34.